# Hulugu
Hulugu (En Xinès: 狐鹿姑) era un chan-yu de l'Imperi Xiongnu. Va ser el fill i successor de Qiedihou, i va reinar entre el 96 i el 85 aC.
Al principi Hulugu no volia ser chan-yu, però el seu germà el va convèncer d'acceptar el títol.
La primavera de l'any 90 aC Li Guangli i dos generals van dirigir un exèrcit de 79.000 combatents contra els Xiongnu. Li va vèncer un destacament de 5.000 enemics i un altre de 20.000, però va intentar abastar més del que podia i es va quedar sense subministraments, esgotant els seus homes i cavalls. Els Xiongnu els van passar i van cavar cunetes a la seva línia de retirada. Quan Li i els seus homes van intentar creuar les cunetes els Xiongnu els van atacar, derrotant tot l'exèrcit. Li Guangli es va rendir. Els altres generals Han, Shang Qiucheng i Ma Tong van retornar sense perill a casa.
Li Guangli es va casar amb la filla d'Hulugu. Un any després va ser executat després d'una baralla amb Wei Lü, un altre Han que s'havia rendit i que tenia el favor del Chan-yu.
Hulugu va morir el 85 aC i va ser succeït pel seu fill Huyandi.